# Masculino genérico
Em português, galego, e castelhano, o masculino é o gênero não marcado (serve para designar os indivíduos do sexo masculino e toda a espécie sem distinção de sexos) e o gênero marcado é o feminino (serve apenas para designar o gênero feminino no singular e no plural). O mesmo se verifica em muitas outras línguas, havendo casos que entrou em desuso, como no inglês.

## Definição
A Nova Gramática da Língua Espanhola (NGLE) aponta que:
“é habitual nas línguas românicas, e também nas outras famílias linguísticas, usar os substantivos masculinos de pessoa para designar todos os indivíduos da classe que se mencione, sejam homens ou mulheres.”

## Origem
A origem do masculino como um termo não marcado na oposição de gênero deve ser buscada no antigo indo-europeu, por volta de dois milênios antes da era comum (AEC). Em um primeiro estágio deste idioma, chamado "proto-indo-europeu" (PIE), não havia inflexão de gênero sequer. Essa situação durou até que aos poucos a linguagem se tornou mais complexa. Ocasionalmente, em palavras que denotam seres animados, um *-s começou a ser usado para sujeitos (mais precisamente, para palavras em nominativo e genitivo) e, dependendo dos casos, *-n/-m/-om para complementos diretos (palavras no acusativo). Esse uso logo se tornou mais e mais geral, até que foi totalmente estabelecido. As palavras que denotavam seres inanimados, por outro lado, foram deixadas como estão (ou seja, o tema puro foi deixado sem qualquer inflexão), exceto por algumas exceções e peculiaridades. Esta é considerada a origem da primeira distinção entre gêneros gramaticais: os gêneros animado/inanimado. Sobre o inanimado, Francisco González Luis afirma:
O fato de o inanimado englobar seres sem vida, seres inertes, ou objetos, etc., é aduzido como razão para que esse grupo de palavras de gênero inanimadas permaneça em uma situação primitiva de natureza pré-flexiva, na qual as funções representadas pelo acusativo/nominativo não diferia no plano gramatical, pois, ao designar seres tidos como inanimados, eles não teriam a capacidade de funcionar como agentes de um processo. Nesse caso, a diferenciação morfológica do gênero animado/inanimado, realizada com um critério funcional, é um reflexo da realidade externa (dividida em vivos e não vivos) que se impõe à linguagem. (1999, p. 165)
Agora, para designar entidades humanas de qualquer sexo, expressões como criança do sexo masculino ou criança do sexo feminino devem ser usadas (onde criança não tem conotação de sexo; apenas designa uma determinada entidade animada). Não foi até o indo-europeu III (IE III) que essa maneira de especificar o sexo do referente viu seu fim, especialmente no latim que emergiu no ramo itálico das línguas indo-europeias. Nesta fase, segundo o filólogo Francisco Villar (1991, p. 237), o *-ā final foi retirado da antiga palavra *-gwenā ('mulher') e foi usado como marca para todas as palavras que mulheres designadas ou animais fêmeas. Dessa forma, já em latim vozes como filia ('filha') eram obtidas do antigo *dhug(h)ətḕr, ou também avia ('avó') do antigo *anos. Portanto, o gênero linguístico feminino (é claro, dentro do gênero das palavras animadas) nasceu. As palavras que não possuíam tal marca (ou seja, as não marcadas) constituíam o gênero linguístico masculino. Assim, toda aquela palavra animada que não tivesse a marca feminina seria simplesmente uma palavra masculina. O gênero feminino, nesse sentido, tendo nascido como uma unidade referente apenas a entidades femininas, tinha um caráter distinto e exclusivo, que o diferenciava de gêneros como masculino ou inanimado (posteriormente denominado neutro em latim). Foi isso que deu ao homem a capacidade de ter uma função inclusiva ou genérica (já que ele não nasceu como unidade exclusiva). Assim, em contextos de designação de ambos os sexos, era o masculino que deveria ser utilizado (por exemplo, filii é uma palavra latina e masculina que significa 'meninos', designando meninos e meninas indistintamente). Tendo isso em mente, em sua Gramática do indo-europeu moderno, Carlos Quiles e Fernando López-Menchero afirmam:
[...] o feminino é o termo positivo na oposição entre animado, porque quando é usado, o espectro do animado é reduzido ao feminino; enquanto masculino ainda serve como um termo negativo (isto é, indiferenciado) para ambos animados —masculino e feminino— quando usado neste sentido; ou seja, quando o gênero não é diferenciado. (2017, 168)

## Controvérsia
Algumas pessoas criticam o uso do masculino como genérico, pois afirmam que seu uso contribui para perpetuar a discriminação por gênero e propõem o uso de alternativas, como expressar o todo com ambos os gêneros (masculino e feminino) ou por meio de desinências. No entanto, embora o uso circunlocutório do masculino genérico seja o mais comum, no caso castelhano a RAE não recomenda seu uso quando o contexto é suficientemente explícito para incluir indivíduos de ambos os sexos.